# Phoenicophanta bicolor
Phoenicophanta bicolor är en fjärilsart som beskrevs av Barnes och Mcdunnough 1916. Phoenicophanta bicolor ingår i släktet Phoenicophanta och familjen nattflyn. Inga underarter finns listade i Catalogue of Life.